# Torre del Greco
Torre del Greco este un oraș în regiunea Campania, în provincia Napoli (Italia).

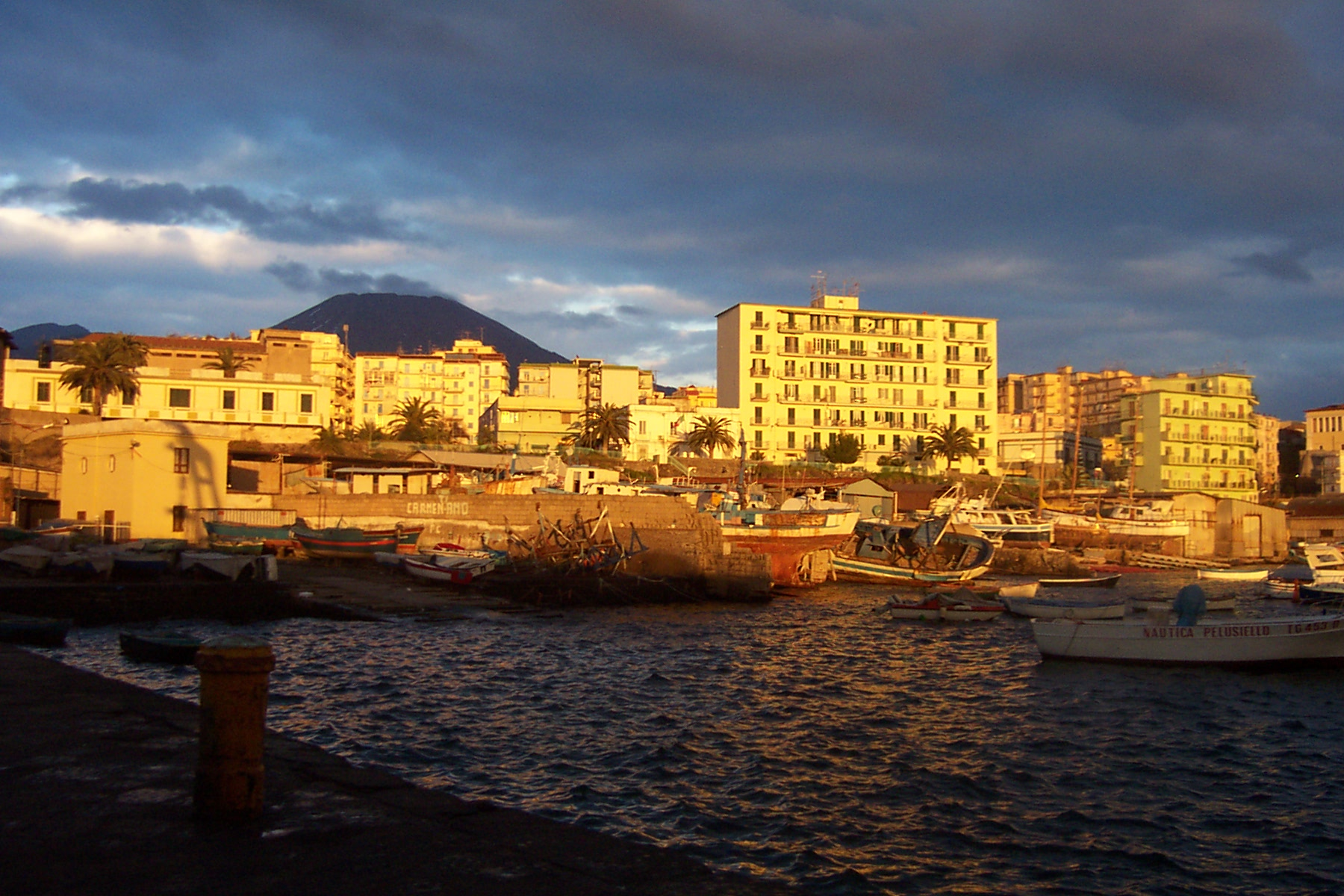
Torre del Greco

## Localități înfrățite
- Italia, Montesarchio (BN)

## Demografie
Torre del Greco - evoluția demografică

|  | Graficele sunt indisponibile din cauza unor probleme tehnice. Mai multe informații se găsesc la Phabricator și la wiki-ul MediaWiki. |

Date: Recensăminte sau birourile de statistică - grafică realizată de Wikipedia